# San Colombano al Lambro
San Colombano al Lambro – miejscowość i gmina we Włoszech, w regionie Lombardia, w prowincji Mediolan.
Według danych na rok 2004 gminę zamieszkiwały 7182 osoby, 448,9 os./km².